# Paradijs Canada
Paradijs Canada is een Nederlandse documentairereeks over Canada van de omroep VPRO. De serie wordt gepresenteerd door Emy Koopman en geregisseerd door Hans Pool. Vijf afleveringen van elk zo'n 43 minuten werden gemaakt en tussen 30 augustus en 27 september 2020 uitgezonden op NPO 2. De titel verwijst naar de goede reputatie van Canada, hoewel in het programma juist ook de minder succesvolle kanten van het land aan bod komen.

## Afleveringen
1. Verdwenen vrouwen (30 augustus 2020), in Smithers (Brits-Columbia), over de slechte positie van veel First Nations, in het bijzonder de vrouwen
2. Giftige mannelijkheid (6 september 2020), in Toronto (Ontario), over geweld tegen vrouwen als reactie op emancipatie en feminisme
3. De prijs van zwart goud (13 september 2020), in Fort McMurray en Fort Chipewyan (Alberta), over de oliewinning in tijden van klimaatverandering en milieuvervuiling
4. Booming Vancouver (20 september 2020), in Vancouver (Brits-Columbia), over onbetaalbare huizen, dakloosheid, corruptie en de opkomst van Chinezen in Canada
5. Een nieuw vaderland (27 september 2020), in Quebec en Roxham Road (Quebec) en Guelph (Ontario), over immigratie, multiculturalisme en xenofobie.